# آلن جوبان
آلن جوبان (انگلیسی: Alan Jouban؛ زادهٔ ۲۵ نوامبر ۱۹۸۲) ورزشکار هنرهای رزمی ترکیبی اهل ایالات متحده آمریکا است. وی بین سال‌های ۲۰۱۰ تا ۲۰۲۱ میلادی فعالیت می‌کرد.